# Hejnice (powiat Uście nad Orlicą)
Hejnice – wieś i gmina w Czechach, w powiecie Uście nad Orlicą, w kraju pardubickim. Według danych z dnia 1 stycznia 2013 liczyła 214 mieszkańców.